# 全氟三甲基胂
全氟三甲基胂是一种有机砷化合物，化学式为As(CF3)3。它可由二(三氟甲基)镉和三氟化砷反应制得。它和O-亚硝基二(三氟甲基)羟胺反应，可以得到N-亚硝基二(三氟甲基)胺和少量(CF3)2NOAs(CF3)2。